# Marthe Schneider
Marthe Schneider (1994) is een Vlaams actrice en theatermaakster bij het kunstcollectief playField.

## Levensloop
Marthe studeerde aan KASK Gent.
De actrice is bij het grote publiek vooral bekend voor haar rol in Gevoel voor tumor uit 2018. Daarin speelt ze Hanne Vanderjeugdt; de kleindochter van Marcel en vriendin van Tristan Devriendt.
Voor deze rol werd ze genomineerd voor een Ensor voor beste actrice.
Hiervoor speelde ze in verschillende Vlaamse series; onder andere in Professor T., De Overkant, Cordon, De Ridder, Kongo.
In 2018 nam de actrice een cover op van "Et maintenant" van Gilbert Bécaud. Deze single was te horen in de zesde aflevering van "Gevoel voor tumor".